# Jaroslav Vejvoda (fotbalista)
Jaroslav Vejvoda (1. červenec 1920, Praha – 28. červenec 1996, Praha) byl československý fotbalista a trenér.

## Hráčská kariéra
Jaroslav Vejvoda začal hrát v létě 1930 u malého pražského klubu SK Břevnov. Ve 14 letech, v roce 1934, přešel ke klubu SKEP Praha, a 1942 ke Spartě Praha, s kterou se stal dvakrát mistrem – 1946 a 1948. V roce 1948 krátce hrál za Slavii Praha, která v té době byla přejmenována na Dynamo Praha (po fúzi se SKEP Praha). Nato hrál za Vítkovické železárny, než v roce 1953 ukončil svou hráčskou dráhu.
14. října 1951 hrál poprvé a naposledy v Československé fotbalové reprezentaci. V zápase proti Maďarsku v Ostravě vstřelil branku, ale jeho mužstvo podlehlo 1:2.

## Trenérská kariéra
1954 se stal trenérem u Baníku Vítkovice. V letech 1958 až 1960 trénoval Baník Ostrava. Proslulosti dosáhl jako trenér Dukly Praha, jejíž mužstvo trénoval třikrát. Napřed v letech 1960 až 1966, Dukla se v této době stala čtyřikrát po sobě mistrem Československa – 1961, 1962, 1963 a 1964.
V letech 1966 až 1969 byl trenérem Legie Varšava, s kterou 1969 vyhrál polské mistrovství.
V letech 1970 až 1973 trénoval zase Duklu a od roku 1973 do 1975 zase Legii Varšavu.
Od roku 1975 do konce své kariéry trénoval potřetí Duklu, s kterou se v letech 1977 a 1979 opět stal mistrem.
Ke konci sezóny 1979/80 ukončil také svou trenérskou kariéru.

### Úspěchy
- mistrem Československa: 1961, 1962, 1963, 1964, 1966, 1977 a 1979
- mistrem Polska: 1969